# Gare de Sig
La gare de Sig est une gare ferroviaire algérienne située sur le territoire de la commune de Sig, dans la wilaya de Mascara.

## Situation ferroviaire
La gare se situe sur la ligne d'Alger à Oran, où elle est précédée de la gare de Bou Henni et suivie de celle d'Oggaz.

## Service des voyageurs

### Dessertes
La gare de Sig est desservie par :
- les trains grandes lignes de la liaison Alger - Oran[1] ;
- les trains régionaux des liaisons :
  - Oran - Chlef[2] ;
  - Oran - Relizane[3].